# Paramelomys moncktoni
Paramelomys moncktoni är en däggdjursart som först beskrevs av Thomas 1904.  Paramelomys moncktoni ingår i släktet Paramelomys och familjen råttdjur. Inga underarter finns listade i Catalogue of Life.
Arten förekommer på östra Nya Guinea. Den vistas i låglandet och i kulliga områden upp till 700 meter över havet. Habitatet utgörs av fuktiga skogar. Individerna går främst på marken. En hona i fångenskap födde en kull med två ungar.